# EstudiLN
estudiLN (abreviatura de estudieLeNco) es una red social para estudiantes universitarios hispanohablantes con sede en Berlín, Alemania. Es la versión hispana de StudiVZ (StudiVerZeichnis).
studiVZ fue creada en octubre de 2005 por dos estudiantes alemanes, Ehssan Dariani y Dennis Bemmann. Es una de las redes sociales más importantes de Europa comparable a la norteamericana Facebook y a finales de 2006 contaba con casi 1'5 millones de usuarios en los países de habla alemana.
El fin de estudiLN es crear un punto de encuentro entre universitarios hispanoparlante, siendo su lema "acabar con el anonimato en las universidades y conectar a los estudiantes hispanohablantes de España, Europa y Latinoamérica"
Además de la versión hispana, se han lanzado versiones del portal en otros 3 países: Francia (studiQG), Italia (studiLN) y Polonia (studentIX). Existen rumores de una posible unificación en el futuro de estos portales creando así una gran red internacional. 
studiVZ tuvo también repercusión en el mundo angloparlante cuando a finales de 2006 el portal fue uno de los resultados más relevantes dentro de Technorati. En enero de 2007 studiVZ fue vendida al grupo editorial Georg von Holtzbrinck GmbH, propietario de diarios como Die Zeit o Der Tagesspiegel.

## Inicios
La página ha sido criticada por tener parecido con un servicio similar de Estados Unidos, llamado Facebook. StudiVZ ha reclamado ser la red social con mayor número de miembros en Europa, cuyos miembros superaban los 2 millones de elementos en abril de 2007, principalmente de países cuyo idioma oficial es el alemán, como Alemania, Suiza y Austria.
La red inició en octubre de 2005, fue creada por dos estudiantes de Berlín, sin embargo fue recolectando una suma de diferentes accionistas, entre otros como: the media group Holtzbrinck y Samwer brothers, fundadores de la famosa compañía de tonos para teléfonos celulares Jamba!. Esta página ha sido lanzada en alemán: (EstudiVZ), Francés: (StudiQG), Italiano: (StudiLN), Español: (EstudiLN) y polaco: (StudentIX).
En noviembre de 2006 ganó popularidad está red cuando la palabra StudiVZ fue la palabra más listada por Technorati. A partir de ello surgieron algunas críticas como la privacidad, internalización y publicidad.
En enero de 2007, StudiVZ fue vendido a uno de sus patrocinadores: Georg von Holtzbrinck GmbH, un grupo de publicidad alemán sin declarar públicamente el monto, el cual se especula entre 20 y 100 millones de Euros.

## Turbulencias
Tras la venta en enero de 2007 al grupo Holtzbrinck, la empresa empezó a experimentar turbulencias en su cuadro de dirección, y por tanto en su plantilla. Uno de los tres fundadores, Ehssan Dariani, fue apartado de la dirección ejecutiva de la empresa a petición del nuevo accionista de la empresa y sin oposición de Behmann ni Brehm, lo cual fue interpretado por muchos de sus trabajadores como una "puñalada". Dicho movimiento por parte de Holtzbrinck tuvo además otras consecuencias inesperadas, como el fin de la tregua tácita que se mantenía con el gran rival, Facebook, ya que Dariani había trabajado en la empresa anglófona y de hecho había copiado su modelo, pero circunscrito sólo a Alemania y los países que no le interesaban a priori a Facebook: España, Italia, Francia y Polonia. A cambio, studiVZ no abriría una versión británica, respetando los entornos propios de cada página. Con la expulsión de Dariani, el pacto quedó anulado y Facebook entró en Alemania, donde libra hoy -mayo de 2008- una guerra denodada con studiVZ.
Asimismo, tras el relevo de Dariani, Holtzbrinck colocó a un nuevo CEO, Markus Riecke, quien nada más llegar trazó un plan de futuro para la compañía en los nuevos tiempos de competición directa con Facebook. Dicho plan sería explicado a todos los trabajadores en una reunión global que se celebraría el lunes 24 de septiembre de 2007 en la oficina de studiVZ en Berlín. Sin embargo, la mitad de la plantilla recibió una llamada al teléfono móvil el domingo 23 pidiéndoles que por favor acudieran al céntrico hotel ParkInn, situado en la Alexanderplatz, en vez de a la oficina, y que por favor no mencionaran a nadie el cambio de sede de la reunión de futuro. El lunes, 52 personas acudieron a la oficina de studiVZ y se encontraron con una carta de despido. En palabras de Riecke, "la empresa no gana suficiente dinero con vuestras páginas, así que hemos de dejaros marchar". El resultado es que las páginas internacionales quedan vacías de personal, en espera de poder venderlas a otra red social que quiera los datos de esos cientos de miles de usuarios, y la empresa se desprende de todo el personal extranjero.

## Funciones
El sistema de EstudiLN tiene atributos sociales y posee las siguientes funciones:
- Realización de un perfil con diferentes datos (datos de contacto, intereses, pasatiempos, datos de estudio, universidad)
- Función para buscar a otros estudiantes y dejarles mensajes en un tablón de su perfil
- Mostrar la conexión entre estudiantes registrados
- Crear grupos con opciones para foros sobre diferentes temas
- Crear un fotoálbum y subir fotos.
- Crear vínculos de personas en las fotos
- “Abrachuchear” a los demás miembros y amigos
- Reportar abusos de miembros.